# Ристоцетин
Ристоцетин (англ. Ristocetin) — природний антибіотик з групи глікопептидних антибіотиків, отриманий з бактерії Amycolatopsis lurida, який початково застосовувався для лікування стафілококової інфекції. Цей препарат більше не застосовується в клінічній практиці, оскільки він спричинював тромбоцитопенію та аглютинацію тромбоцитів. Ристоцетин використовується виключно для виявлення цих явищ in vitro в діагностиці таких захворювань, як хвороба Віллебранда і синдром Бернара-Сульє. Аглютинація тромбоцитів, спричинена ристоцетином, може відбуватися лише в присутності мультимерів фактора фон Віллебранда, тому, якщо ристоцетин додати до крові без фактора (або його рецептора), тромбоцити не будуть злипатися. Завдяки невідомому механізму антибіотик ристоцетин змушує фактор фон Віллебранда зв'язуватися з глікопротеїном Ib рецептора тромбоцитів (GpIb), тому коли ристоцетин додають до нормальної крові, він спричинює аглютинацію.
При деяких типах фактора фон Віллебранда (тип 2B і тромбоцитарний тип) навіть дуже невеликі кількості ристоцетину спричинюють агрегацію тромбоцитів, коли використовується збагачена тромбоцитами плазма пацієнта. Цей парадокс пояснюється тим, що ці типи мають мутації посилення функції, які змушують високомолекулярні мультимери фактору фон Віллебранда тісніше зв'язуватися зі своїми рецепторами на тромбоцитах (альфа-ланцюги рецепторів глікопротеїну Ib). У випадку фактору типу 2B мутація посилення функції залучає фактор фон Віллебранда, а у фактора фон Віллебранда тромбоцитарного типу об'єктом мутації є рецептор глікопротеїну Ib. Це підвищене зв'язування спричинює фактор фон Віллебранда, тому що високомолекулярні мультимери видаляються з циркуляції в плазмі, оскільки вони залишаються прикріпленими до тромбоцитів пацієнта. Таким чином, якщо використовується бідна тромбоцитами плазма пацієнта, аналіз кофактора ристоцетину не аглютинує стандартизовані тромбоцити (тобто тромбоцити, зібрані від нормальних донорів, які фіксуються у формаліні), подібно до інших типів фактора фон Віллебранда.
У всіх формах дослідження з ристоцетину тромбоцити фіксуються у формаліні перед аналізом, щоб запобігти вивільненню фактора фон Віллебранда, що зберігається в тромбоцитарних гранулах, і його участі в агрегації тромбоцитів. Таким чином, активність кофактора ристоцетину залежить лише від високомолекулярних мультимерів фактора, присутніх у циркулюючій плазмі.
|                                                           | АLA       | Адреналін | Колаген              | Ристоцетин            |
| --------------------------------------------------------- | --------- | --------- | -------------------- | --------------------- |
| Інгібітор або дефект рецептора P2Y (включно клопідогрель) | Зменшення | норма     | норма                | норма                 |
| Дефект адренорецепторів                                   | норма     | Зменшення | норма                | норма                 |
| Дефект рецептора колагену                                 | норма     | норма     | Знижена або відсутня | норма                 |
| - Хвороба Віллебранда - Синдром Бернара-Сульє             | норма     | норма     | норма                | Знижена або відсутня  |
| Тромбастенія Гланцмана                                    | Знижена   | Знижена   | Знижена              | нормальна або знижена |